# Nova Buda, Korsun-Șevcenkivskîi
Nova Buda (în ucraineană Нова Буда) este un sat în comuna Șenderivka din raionul Korsun-Șevcenkivskîi, regiunea Cerkasî, Ucraina.

## Demografie
Componența lingvistică a localității Nova Buda
     Ucraineană (96,41%)
     Rusă (3,59%)
Conform recensământului din 2001, majoritatea populației localității Nova Buda era vorbitoare de ucraineană (96,41%), existând în minoritate și vorbitori de rusă (3,59%).